# Nelly Furtado
Nelly Furtado (teljes nevén: Nelly Kim Furtado) (Victoria, Brit Columbia, 1978. december 2. –) Grammy-díjas portugál származású kanadai énekes, dalszerző, lemezproducer és színész.

## Életpályája
Kanada Brit Columbia tartományának fővárosában, Victoriában született, szülei portugálok. Anyja Maria Manuela, apja António José Furtado. Édesanyja, Maria Manuela házvezetőnő volt. Énekesi pályafutását négyéves korában kezdte, amikor édesanyjával egy helyi templomban énekelt. Kilencéves korától kezdett hangszereken játszani. Első dalát tizenkét éves korában írta.
A zene világába 2000-ben tört be a Whoa, Nelly! című albummal, amelyről az I'm Like a Bird című dal lett népszerű. 2002-ben 4 Grammy-díjat kapott érte. 2003 novemberében jelent meg Folklore című albuma, erről a Forca című dal lett a 2004-es labdarúgó-Eb dala. 2006-ban Loose című albuma jelent meg. A munkálatokban főként Timbaland segítette, akivel Timbaland új albumára Justin Timberlake-kel már készítettek egy számot, amely a Give It to Me címet kapta. Negyedik stúdióalbuma várhatóan 2008/2009 környékén jelenik meg.

### 2000–2002:Whoa, Nelly!
Furtado első, angol nyelvű albuma 2000 októberében jelent meg a DreamWorks gondozásában. Észak-Amerikában több, mint 3 000 000 darab talált gazdára. Kislemezei: az I'm like a bird, a  Turn off the light, … On the Radio (Remember the Days) és a Hey, Man!. Nelly munkáját sok kritika érte, hiszen ekkor még nem volt divat ennyi különböző műfaj összeolvasztása. Az amerikai Slant Magazin viszont elismerően írt az albumról.

### 2003–2005:Folklore
A második stúdióalbumából az Egyesült Királyságban 200 000 darabot adtak el, és Németországban kétszeres platinalemez lett. A főként Kaliforniában rögzített albumról a Powerless (Say What You Want), Try, a 2004-es Labdarúgó Európa-bajnokság "himnusza" a Força és az Explode került kimásolásra. A The Grass is Green című szerzeményét csak Németországban promotálta. Mindezek mellett a Força című kislemeze Argentínában és Portugáliában is első lett. Nelly 2004 nyarán Lisszabonban adta elő a dalt a verseny döntője előtt.

### 2006–2008:Loose
Harmadik albumát már a Geffen Records adta ki 2006. június 9-én. Az albumot főként Timbaland producelte és felkerült rá két dal is amit Nelly-vel közösen rögzítettek. Eddig több, mint 8,5 millió darabot adtak el, és számos ország albumeladási listáin már felküzdötte magát az élre. Az album számos slágert tartalmaz, mint például az először Észak-Amerikában és Ausztráliában debütált Promiscuous. Ezek mellett szerepelnek még a Maneater, a Say it Right, az All Good Things és az  In God's Hands című slágerek. Az albumhoz Nelly-ék számos bónusz számot is készítettek: a Te Busqué spanyol változata, Juanes-szel, amit Latin-Amerikában és Spanyolországban promotált, valamint az európai és ázsiai bónusz slágerek a  Somebody To Love és a Let my Hair down. Emellett rögzítették az All Good Things olasz változatát is Zero Assolutoékkal olaszországi bónuszként. 2007-ben Nelly elindította Get Loose Turnéját is. A Wal Mart áruház kiadta Nelly ezen korongját egyéb bónuszokkal, egy exkluzív csengőhanggal és dedikált poszterrel. 2007-ben vendége volt a Sanremói Dalfesztiválnak , ahol Zero Assolutóékkal énekelt. És végül kiadták a Loose – The Concert DVD/CD-t is 2007 novemberében.

### 2009–2010:Mi Plan
Nelly Furtado negyedik, Mi Plan című lemeze első helyen nyitott a Billboard 'Top Latin Albums' listáján, ezzel elérve a legerőteljesebb debütálást a latin pop albumok között. Az anyag emellett vezeti az iTunes és az Amazon latin listáit is, az album saját stílusában a legkelendőbb digitális lemez lett az Egyesült Államokban. A Mi Plan első kislemezdala, a Manos Al Aire már negyedik hete uralja a Hot Latin Songs listát, és szinte az összes latin országban, Európában és Amerikában is előkelő helyet foglal el a rádiós listákon. Maga a lemez is erős nemzetközi fronton is, hiszen Mexikóban és Közép-Amerikában is vezeti az albumlistákat, valamint a legjobb 5 között nyitott Németországban, Kolumbiában, Spanyolországban, de még a kanadaiakat is meghódította, hiszen ott is a legjobb 20 közé jutott.
A Mi Plan címet kapott anyagot nem kis várakozás előzte meg, hiszen Nelly kivétel nélkül minden dalt spanyolul énekel, ami egyedülállóvá teszi, és egy különleges latin atmoszférát kölcsönöz az amúgy is élettel teli albumnak. Az énekesnő talán portugál gyökereinek köszönhetően nagyon érzi és át is tudja adni a pezsgő mediterrán hangulatot, pillanatok alatt képes egy táncolós, bulizós számból szívhez szóló, de mégsem eltúlzott romantikus dalba átlépni. A "Mi Plan" Furtado kisasszony előző lemezéhez hasonlóan időtálló alkotás, mellőzi a kliséket, és emellett olyan vendégelőadókat vonultat fel, mint Alejandro Fernández, Josh Groban, Juan Luis Guerra, Julieta Venegas, La Mala Rodríguez, Buika vagy Alex Cuba.

## Diszkográfia
| - 2000: Whoa, Nelly! - 2003: Folklore - 2006: Loose - 2012: The Spirit Indestructible - 2017: The Ride - 2024: 7 - 2009: Mi Plan - 2004: Sessions@AOL - 2007: Loose: The Concert | - 2006: Loose Mini DVD - 2008: Loose: The Concert |

### Első helyezést elért dalai
A következő dalok értek el első helyezést:
| Év   | Dal                                                  | Toplistás helyezés | Toplistás helyezés | Toplistás helyezés | Toplistás helyezés | Toplistás helyezés | Toplistás helyezés | Toplistás helyezés | Album                           |
| Év   | Dal                                                  | US                 | UK                 | EUR                | CAN                | SWI                | NZ                 | GER                | Album                           |
| ---- | ---------------------------------------------------- | ------------------ | ------------------ | ------------------ | ------------------ | ------------------ | ------------------ | ------------------ | ------------------------------- |
| 2000 | "I'm like a Bird"                                    | 9                  | 5                  | 3                  | 1                  | 17                 | 2                  | 41                 | Whoa, Nelly!                    |
| 2001 | "Turn off the Light"                                 | 5                  | 4                  | 3                  | 7                  | 2                  | 1                  | 31                 | Whoa, Nelly!                    |
| 2006 | "Promiscuous" (with Timbaland)                       | 1                  | 3                  | 2                  | 1                  | 6                  | 1                  | 6                  | Loose                           |
| 2006 | "Maneater"                                           | 16                 | 1                  | 1                  | 5                  | 3                  | 2                  | 4                  | Loose                           |
| 2006 | "Say It Right"                                       | 1                  | 10*                | 1                  | 1                  | 1                  | 1                  | 2                  | Loose                           |
| 2006 | "All Good Things (Come to an End)"                   | 86                 | 4                  | 1                  | 5                  | 1                  | 12                 | 1                  | Loose                           |
| 2007 | "Give It To Me" (with Timbaland & Justin Timberlake) | 1                  | 1                  | 2                  | 1                  | 6                  | 2                  | 3                  | Timbaland Presents: Shock Value |
| 2008 | "Broken Strings" (with James Morrison)               | -                  | 2                  | 1                  | 41                 | 1                  | 10                 | 1                  | Songs for You, Truths for Me    |
|      | Összesen:                                            | 3                  | 2                  | 4                  | 4                  | 3                  | 3                  | 2                  |                                 |

- *Megjelenés: csak digitális letöltés

## Színészet
Nelly már a középiskolában elkezdte a színészkedést. Legújabb szerepe, egy epizódszerep a nálunk most futó CSI:NY-ban (New York-i helyszínelők), mint Ava Brandt. Ezek mellett láthatjuk még a Nobody's Hero című amerikai filmben, melyet 2006-ban mutattak be.

## Magánélet
2003. szeptember 20-án, Torontóban életet adott első gyermekének, Nevisnek. A lány apja Jasper Gahunia, akivel Nelly már azelőtt is jóban volt. Négy évig éltek együtt, de 2005-ben szakítottak. Nelly a Blender magazinnak azt nyilatkozta, hogy bár kapcsolatuk véget ért, Nevist közösen fogják nevelni és ők is jó barátok maradnak majd. Nevisben indiai, filippinó és portugál vér keveredik anyja és apja családja révén.

## Díjai és jelölései
- 2007 Juno Awards – Az Év Albuma (Loose)
- 2007 Juno Awards – Az Év Pop Albuma (Loose)
- 2007 Juno Awards – Az Év Előadója